# كريس كور
كريس كور (بالإنجليزية: Chris Core)‏ هو صحفي ومقدم برامج إذاعية أمريكي، ولد في 1949.

## وصلات خارجية
- الموقع الرسمي